# Julia Retzlaff
Julia Retzlaff (ur. 10 sierpnia 1987 w Schwerin) – niemiecka siatkarka, reprezentantka Niemiec. Gra na pozycji libero oraz przyjmującej.

## Sukcesy

### Klubowe
- Mistrzostwo Niemiec – 2006, 2009, 2011, 2012
- Puchar Niemiec – 2006, 2007, 2012